# Highland (Arkansas)
Pour les articles homonymes, voir Highland.
Highland est une ville située dans l’État américain de l'Arkansas, dans le comté de Sharp.